# Cornisa Cantàbrica

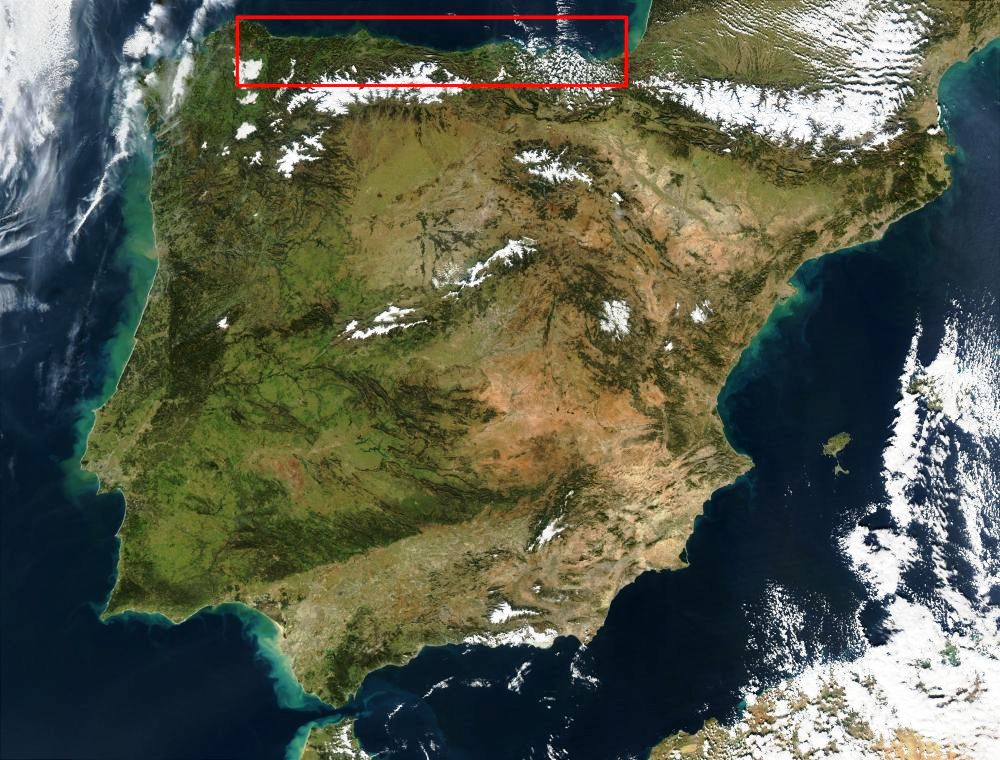
El requadre vermell assenyala en la imatge del satèl·lit la localització de la Cornisa Cantàbrica al nord d'Espanya.

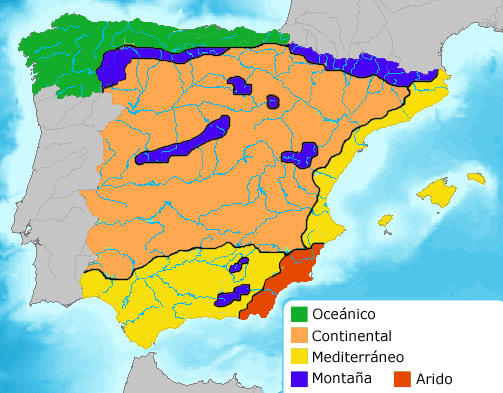
El clima d'aquesta regió geogràfica és fonamentalment de tipus oceànic temperat i humit.

Es coneix com a regió Cantàbrica o cornisa Cantàbrica al vorell muntanyós septentrional de la península Ibèrica encarat al mar Cantàbric, delimitat al sud per la serralada Cantàbrica i que abasta al seu torn la major part de l'Espanya humida. De marcada influència atlàntica, aquest territori el conformen les Comunitats Autònomes d'Astúries, Cantàbria, les províncies de Biscaia i Guipúscoa del País Basc, la província de Lugo de Galícia, el nord de les províncies de Lleó, Palència i Burgos a Castella i Lleó i nord-oest de Navarra.

## Clima
El clima d'aquesta regió geogràfica és fonamentalment de tipus oceànic temperat i humit, caracteritzant-se per una major freqüència de vents de component nord. La temperatura mitjana anual de la zona és de 13 °C i la diferència entre la màxima temperatura de l'any (agost) i la mínima (gener) és de 12 °C. Això fa de la Regió Cantàbrica la zona amb amplitud tèrmica més baixa de la península Ibèrica.
La insolació és de 1.700 hores de sol anuals i la precipitació mitjana és de 1800 l / m² amb una mitjana de 150 a 200 dies de pluja a l'any.

## Galeria d'imatges

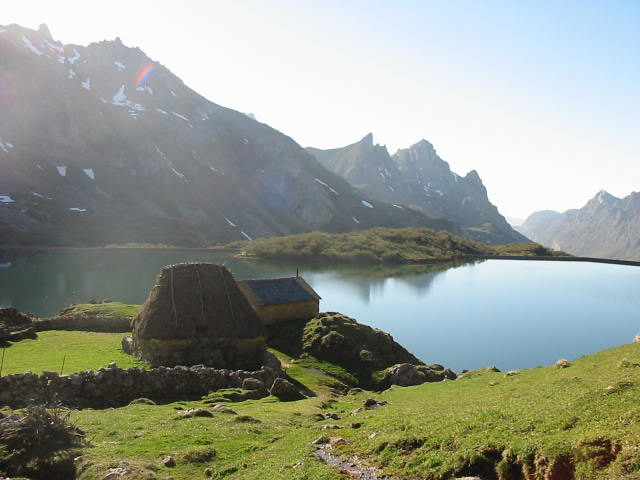
Somiedo, Astúries.
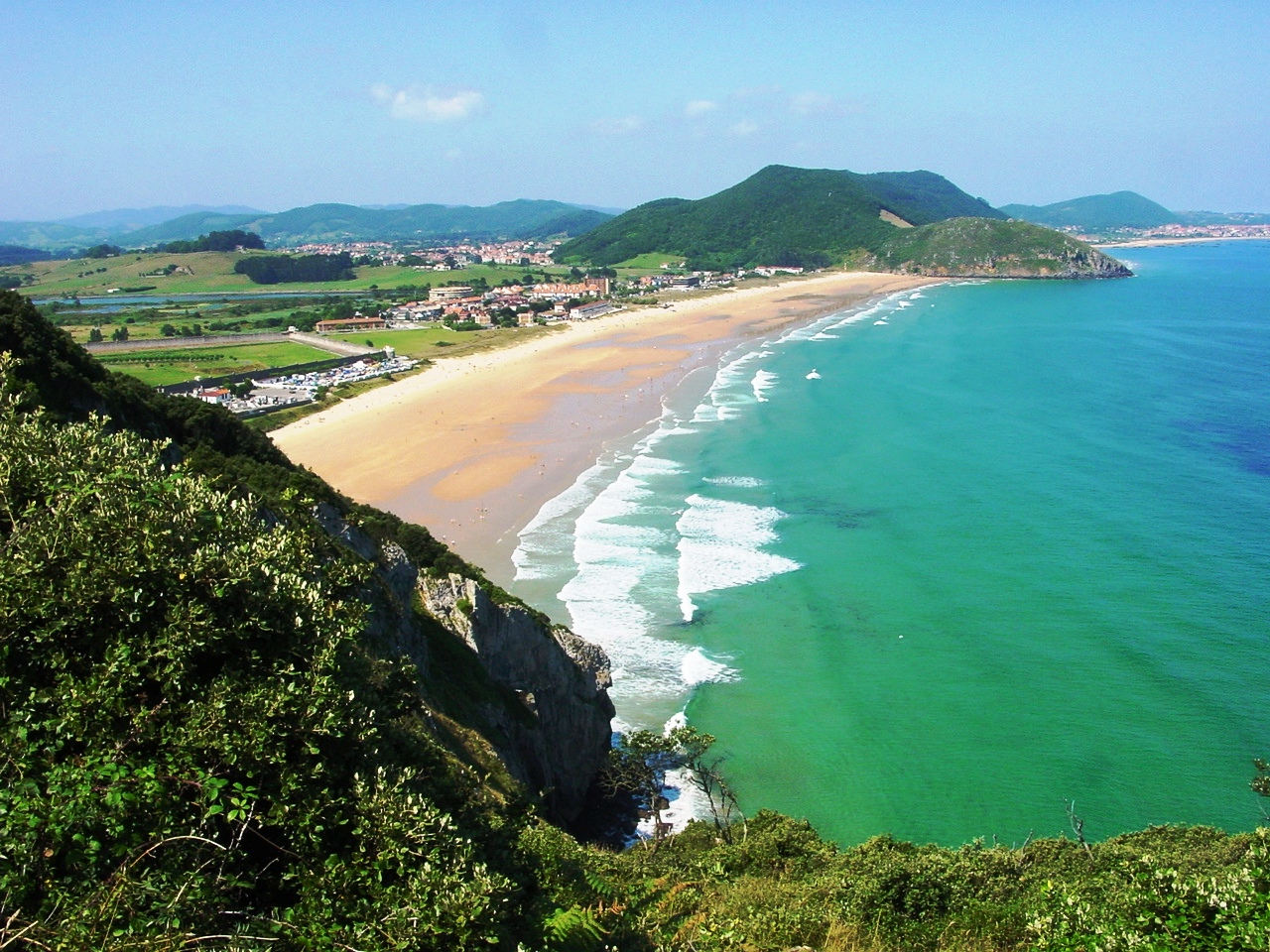
Platja de Berria, Cantabria.
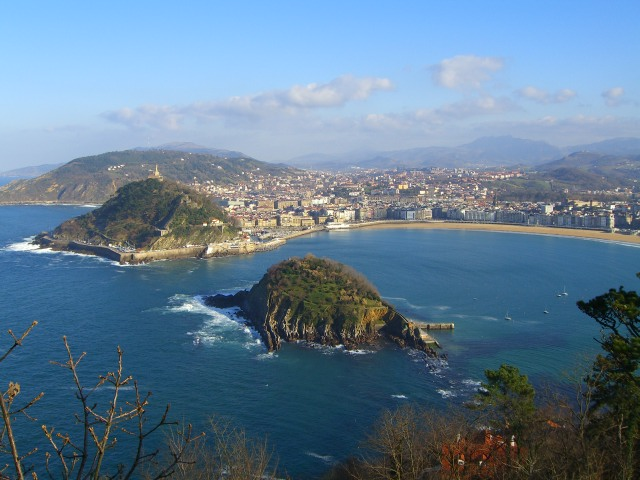
Sant Sebastià, Guipúscoa.
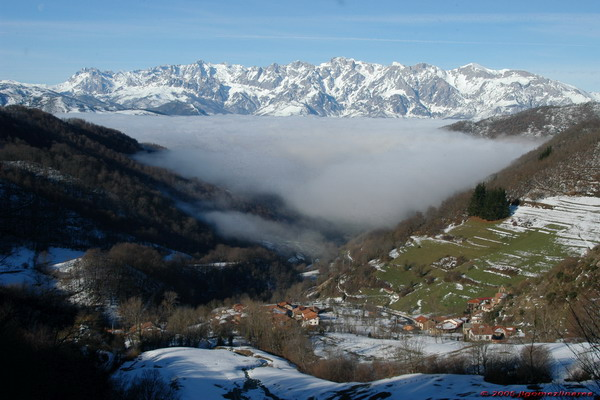
Pics d'Europa.